# Edoardo Leone
Edoardo Leone (fl. XX secolo) è stato un calciatore italiano, di ruolo attaccante.

## Carriera
Formatosi nel Genoa, esordisce nella stagione 1920-1921, in massima serie, nella vittoria casalinga per quattro a tre il 12 giugno 1921 contro il Milan.
Con il Grifone raggiunse il secondo posto del girone semifinale A della Prima Categoria 1920-1921.
Rimane poi nel giro del riserve, passando nel 1929 all'Unione Sportiva Sestri Levante. Con rossoblu levantini gioca la Prima Divisione 1929-1930, corrispondente al terzo livello del calcio italiano, piazzandosi al tredicesimo posto del Girone A, e a fine stagione lascia la squadra.